# Samúel Jón Samúelsson
Samúel Jón Samúelsson (* 1974 in Reykjavik) ist ein isländischer Jazz- und Funkmusiker (Posaune,  Komposition, Arrangement), der eine eigene Bigband leitet.

## Leben und Wirken
Samúel begann mit zehn Jahren Klavier zu spielen; er wechselte mit zwölf Jahren zunächst zum Kornett und dann zur Posaune. Nach der Highschool begann er in verschiedenen Bands zu spielen und spielte in einer Breite von Jazz über Disco und Easy Listening bis hin zu Funk und Rockmusik. Im Frühjahr 2000 beendete er sein Studium an der FÍH-Musikschule, wo er auch als Lehrer arbeitete.
Samúel erhielt 2000 zudem den isländischen Musikpreis und stellte seine eigene 17-köpfige Bigband auf dem Reykjavik Jazz Festival vor. Auch spielte er in der Funkformation Jagúar. Mit seiner Bigband trat er 2009 beim Jazzfest Berlin auf; deren Alben wie 4 Hliðar begeisterten auch hierzulande die Kritik.
Weiterhin hat Samúel Jón Samúelsson als Arrangeur und Sessionmusiker für isländische Künstler wie Sigur Rós, Stuðmenn, Sálin, Reykjavík Big Band, Trabant, Mezzoforte und Tómas R. Einarsson gearbeitet. 2023 leitete er die hr-Bigband in einem Programm mit Musik von Sun Ra und George Clinton. Seine Arbeit ist auf vielen Alben und in Filmen zu hören. Er ist außerdem in der Region Reykjavik als DJ in Cafés und Bars/Clubs tätig.

## Diskographische Hinweise
- Legoland (2000)
- Helvítis Fokking Funk (2012)
- 4 Hliðar (2014)